# Toki Yukutomo
Toki Yukutomo (japanisch 行友 翔哉 Yukutomo Toki; * 5. Januar 2005 in der Präfektur Yamaguchi) ist ein japanischer Fußballspieler.

## Karriere
Toki Yukutomo erlernte das Fußballspielen in der Jugendmannschaft vom Ehime FC. Die erste Mannschaft spielte in der dritten japanischen Liga, der J3 League. Sein Drittligadebüt als Jugendspieler für den Verein aus Matsuyama gab er am 27. März 2022 (3. Spieltag) im Heimspiel gegen den Iwaki FC. Bei der 1:2-Heimniederlage wurde er in der 75. Minute für Riki Matsuda eingewechselt. Als Jugendspieler stand er 2022 sechsmal in der dritten Liga auf dem Spielfeld. Hierbei erzielte er drei Tore. Am 1. Februar 2023 wechselt er von der Jugend in die erste Mannschaft.